# Miss Santa Cruz 2017
La 38.ª edición del certamen Miss Santa Cruz, correspondiente al año 2017 se celebrara el día 22 de abril organizado por la Agencia Promociones Gloria en el Salón Sirionó de la FexPo, Santa Cruz de la Sierra, se entregaran las coronas del Miss Santa Cruz , Srta Santa Cruz, Miss Litoral y Srta Litoralel cual tendrán el derecho de representar a Santa Cruz y el Litoral en el próximo Miss Bolivia Universo 2017.
La candidatas de todo el Departamento de Santa Cruz pasaron por un proceso de preselección "Casting", y competieran por el más importante título de belleza de Santa Cruz. Al finalizar la velada, la Miss Santa Cruz 2016 Antonella Moscatelli, Srta Santa Cruz Yesenia Barrientos, Miss Litoral 2016, Anita Gamon y Srta Litoral 2016 Kendra Yañes, entregaron sus corona a sus sucesoras, las 4 ganadoras representaran a Santa Cruz y al Litoral en el Miss Bolivia 2016.
Por primera vez en la historia el Miss Santa Cruz será trasmitido por el canal de televisión de la Red Uno el 22 de abril en la Fexpo a horas 21:00 horas.

## Resultados Finales
Noche final del evento del Miss Santa Cruz 2017 fue el 22 de abril
| Resultados Final     | Representacion                  | Delegada                          |
| Miss Santa Cruz 2017 | - Buena Vista                   | - Yasmin Pinto Solar              |
| Srta Santa Cruz 2017 | - Curumechaca                   | - Giancarla Fernandez Ferrufino   |
| Miss Litoral 2016    | - Fundación de Síndrome de Down | - Mariem Suàrez Cuèllar           |
| Srta Litoral 2016    | - Camiri                        | - Carla Patricia Maldonado Simone |
| 1º Finalista         | - Minero                        | - Sarita Arredondo Castillo       |
| 2º Finalista         | - Grupo Voluntario Niño Feliz   | - Clara Gil                       |
| 3º Finalista         | - Agrupación Arminda Soria      | - Andrea Aguilar                  |
| 4º Finalista         | - San Carlos                    | - Jazmín Herbas (Δ)               |

```
(Δ) Fue elegida por el voto del público en internet
```

### Orden de Clasificación
Top 8
1. Jazmín Herbas (Δ)
2. Carla Maldonado Simone
3. Sarita Arredondo Castillo
4. Andrea Aguilar
5. Mariem Suàrez Cuèllar
6. Giancarla Fernández Ferrufino
7. Clara Gil
8. Yasmin Pinto Solar

## Datos necesarios, representación nacional
- Yasmin Pinto (Miss Santa Cruz), participó en el Miss Bolivia Universo 2017 en cual resultó ganadora de Miss Bolivia Mundo 2017
- Giancarla Fernández (Srta. Santa Cruz), participara en el Miss Bolivia Universo 2017 en cual resultó ganadora de Miss Bolivia Tierra 2017
- Mariem Suàrez (Miss Litoral), participara en el Miss Bolivia Universo 2017 en cual resultó de Segunda Finalista. 
- Carla Maldonado (Srta. Litoral), participara en el Miss Bolivia Universo 2017. en cual resultó ganadora de Miss Bolivia Internacional 2017

## Datos necesarios, representación Internacional
| Candidata                         | Concurso Internacional              | Pais/Sede | Resultados y Premiaciones                     |
| - Yasmin Pinto Solar              | Miss Mundo 2017                     | China     | No Clasifico                                  |
| - Giancarla Fernandez Ferrufino   | Miss Tierra 2017                    | Filipinas | No clasificó, Top 16 de Mejores Rostros       |
| - Mariem Suàrez Cuèllar           | Miss Grand Internacional 2017       | Vietnam   | No clasifico                                  |
| - Mariem Suàrez Cuèllar           | Reinado Internacional del Café 2018 | Colombia  | No clasifico                                  |
| - Carla Patricia Maldonado Simone | Miss Internacional 2017             | Japón     | No Clasifico, Miss Internacional America 2017 |
| - Clara Gill                      | Miss Turismo Mundo 2017             | Japón     | Top 15 semifinalista                          |

## Proceso del Concurso
La Organización: La empresa de belleza Promociones Gloria, hizo oficial la fecha del Miss Santa Cruz, será este próximo 22 de abril en el Salón Sirionó de la Fexpocruz y la transmisión del certamen para este año estará a cargo de la Red Uno.
En la firma del contrato oficial estuvieron presentes Julio Romero, Gerente General de la Red Uno, la Sra. Gloria de Limpias, Presidente Ejecutiva de Promociones Gloria, Juan Alberto Rojas, Director Comercial de Red Uno, Jeremias Castro, Jefe Nacional de Producción,  además de las 4 actuales reinas Antonella Moscatelli Miss Santa Cruz 2016;Yesenia Barrientos Srta. Santa Cruz 2016; Anita Gamón Miss Litoral 2016 y Kendra Yañez Srta. Litoral 2016.
Preparación: Como todos los años, el mayor certamen departamental de belleza inicia sus actividades con un grupo de 18 candidatas después de una ardua labor de preselección, según informe proporcionado por Promociones Gloria. 
Las candidatas están en plena fase de preparación físico-estético en el Gimnasio Reyes y en el Spa Burgos y Belleza, además que toman clases de pasarela, cultura general y oratoria en la Escuela de modelaje de Promociones Gloria.
El fotógrafo oficial, Marco Velasco ya empezó también con las sesiones para que el público cruceño pueda conocer a las señoritas más hermosas del departamento.
Los títulos a diputarse son cuatro: Miss y Señorita. Santa Cruz – Miss y Señorita. Litoral que tendrán su pase para el Miss Bolivia Universo 2017.
Presentación: El lunes 10 de abril es la fecha para la presentación oficial a la prensa de las candidatas y el inicio de las actividades propias del certamen cuya final se realizará el 22 de abril en el Salón Siriono de la Fexpo y será transmitido en vivo por Red Uno a nivel Nacional.

## Polémica
En fecha 19 de abril de 2017 Karla Calderón (Miss Warnes), fue retirada del concurso por escándalode su vida pasada circulando en las redes sociales fotos y videos intimos, mediante un comunicado oficial Promociones Gloria organizador oficial del concurso Miss Santa Cruz 2017 confirmó a través de suFacebook que la representante de Warnes, Karla Calderón, no formará parte del grupo de candidatas al título más importante del departamento, los motivos según el comunicado por razones contractuales.
Ella se perfilaba como una de las posibles ganadoras y fue acreedora de dos títulos en la antesala del concurso, y fue retirada del certamen por haber infringido el contrato con la empresa de belleza. Los títulos previos ganados en las preliminares El título Mejor Sonrisa Orest sea la representante de Camiri, Carla Maldonado y mientras que el segundo título Chica Amaszonas para la representante de Curumechaca, Giancarla Fernández.

## Jurado Calificador
El jurado calificador estará conformados por persona que saben del temas como los anteriores años.
- Patricia Hortensia Arce Rocabado, Srta. Santa Cruz 1987, Miss Bolivia Universo 1987 y Reina Internacional de la Caña 1985;
- Angélica Sosa (Arquitecta), presidente del Consejo Municipal
- Dr. Abel Montaño;
- Dra. Claudia Hedería
- Marcos Montero, presentador y director de noticias
- Marianela Colombo
- Verónica Zapata Suárez, diseñadora de moda;
- Susana Barrientos, Miss Santa Cruz 1998 y Miss Bolivia Universo 1998
- Nicole Vera Camboni, artista visual.

## Títulos Previos
| Títulos                          | Representación                  | Candidata                         |
| Miss Deporte Patra               | - Buena Vista                   | - Yasmin Pinto Solar              |
| Mejor Cabellera Sedal            | - Minero                        | - Sarita Arredondo Castillo       |
| Chica Ipanema                    | - Minero                        | - Sarita Arredondo Castillo       |
| Miss Elegancia Rosamar           | - Grupo Voluntario Niño Feliz   | - Clara Gil                       |
| Miss Silueta Paceña              | - Fundación de Síndrome de Down | - Mariem Suàrez Cuèllar           |
| Mejor Sonrisa Orest (destituida) | - Miss Warnes                   | - Karla Calderón Zpata            |
| Mejor Sonrisa Orest              | - Camiri                        | - Carla Patricia Maldonado Simone |
| Chica Amazonas (destituida)      | - Miss Warnes                   | - Karla Calderón Zpata            |
| Chica Amazonas                   | - Curumechaca                   | - Giancarla Fernández Ferrufino   |
| Miss Personalidad Udabol         | - Grupo Voluntario Niño Feliz   | - Clara Gil                       |
| Mejor Rostro Redes Sociales      | - Minero                        | - Sarita Arredondo Castillo       |
| Miss Amistad y Simpatía          | - Roboré                        | - Dinorah Gálvez Monasterio       |

## Candidatas Oficiales
- 18 candidatas son confirmadas a competir por la corona del Miss Santa Cruz 2017[10]

(En la tabla se utiliza su nombre completo, los sobrenombres van entrecomillados y los apellidos utilizados como nombre artístico, entre paréntesis; fuera de ella se utilizan sus nombres «artísticos» o simplificados)
| Representación                 | Nombre                          | Edad    | Estatura    | Diseñador/a |
| Club de Leones Hamacas         | Wendy Callaù Duran              | 22 años | 1,68 metros |             |
| Club de Leones Patujú          | Jéssica Liendo                  | 18 años | 1,69 metros |             |
| San Carlos                     | Jazmín Herbas                   |         |             |             |
| Roboré                         | Dinorah Gálvez Monasterio       | 20 años | 1,70 metros |             |
| Club de Leones Solidaridad     | Ámbar Bolivian Sanguino         | 20 años | 1,70 metros |             |
| Miss Warnes                    | Karla Calderón Zpata            | 20 años | 1,72 metros |             |
| Camiri                         | Carla Patricia Maldonado Simone | 22 años | 1,72 metros |             |
| Minero                         | Sarita Arredondo Castillo       | 17 años | 1,72 metros |             |
| Miss Ciudadela Andrés Ibáñez   | Ghissell Yubitza Aguilar Mamani | 19 años | 1,73 metros |             |
| Grupo Mitahori                 | Nirka Soliz Nùñez               | 20 años | 1,74 metros |             |
| Reina de la Integración Warnes | Alejandra Uraeza Sandóval       | 19 años | 1,74 metros |             |
| Fundación de Síndrome de Down  | Mariem Suàrez Cuèllar           | 21 años | 1,74 metros |             |
| Municipio El Torno             | Laura Karen Ayala Suárez        | 21 años | 1,75 metros |             |
| Agrupación Arminda Soria       | Andrea Aguilar                  | 22 años | 1,75 metros |             |
| Curumechaca                    | Giancarla Fernández Ferrufino   | 18 años | 1,76 metros |             |
| Vallegrande                    | Jhoselin Gutiérrez Escalante    | 23 años | 1,78 metros |             |
| Grupo Voluntario Niño Feliz    | Clara Gil                       | 23 años | 1,79 metros |             |
| Buena Vista                    | Yasmin Pinto Solar              | 19 años | 1,80 metros |             |

## Datos acerca de las Candidatas
- Algunas de las delegadas del Miss Miss Santa Cruz 2017 han participado, o participarán, en otros certámenes de importancia regionales, nacionales e internacionales:
  - Karen Ayala - Reina Santa Rita 2011; Srta. 4.ª sección El Torno 2011; reina del Deporte Promoción 2013; Miss Vallegrande El Torno 2013; Miss Inter Comparsa 2012; XXII Juegos Estudiantiles Nivel Secundario 2010; Srta. Deporte 2009 y Miss Progreso 2010.
  - Karla Calderon - es actual Miss Warnes 2016
  - Alejandra Uraeza - fue Reina Estudiantil Satélite Norte 2015, participó en el Miss Warnes 2016, en ccual resultó ganadora del título Reina de la Integración de Warnes 2016 (Tercer Lugar) y Reina del Carnaval de la Comparsa Cambasaj 2017
  - Jéssica Liendo - Fue Reina de la Tradición Distrito 3, Soberana de la Amazonia Beniana, Miss New Face Teen Model,  Señorita Distrito Municipal 3, Modelo Juventud Bolivia, Reina de los Residentes Baureños, Reina del deporte del Distrito Municipal 3.
  - Ghissell Aguilar, es Miss Andres Ibañes 2016
  - Sarita Arredondo - fue Reina del Carnaval de las Ciudadelas 2017.
  - Dinorah Gálvez - fue Reina del Carnaval de la ComparsaPatrones de Robore 2017.
- Algunas de las delegadas nacieron o viven en otro departamento, región o país al que representarán, o bien, tienen un origen étnico distinto:
  - Jéssica Liendo - es de madre cruceña y papá Beniano así que se enfrentó al dilema si participar en el Miss Santa Cruz o el Miss Beni. Pero decidió el certamen cruceño porque su papá la incentivó.
  - Giancarla Fernandez - es de madre Chuquisaqueña y papá Beniano.
- Datos Debuts, Regresos y Retiros en el Miss Santa Cruz 2017 :
  - San Carlos -  Jazmín Herbas es la primera representante de San Carlos en la historia del certamen, haciendo su debut con en el concurso.
  - Reina de la Integración Warnes - Alejandra Araeza es la primera candidata que participa con dicho título en el Miss Santa Cruz
  - Grupo Mitahori - Nirka Soliz, esta representación participa por primera vez en el concurso como Mitahori.